# Quelque chose de France
Quelque chose de France è un album in studio in lingua francese del cantante spagnolo Julio Iglesias, pubblicato nel 2007.

## Tracce
1. Donner – 3:51 (Fred Blondin)
2. De vous à moi – 3:24 (Lionel Florence / Pascal Obispo)
3. Quelque chose de France – 4:18 (Didier Barbelivien)
4. Partir quand mème – 3:59 (Jacques Dutronc)
5. Des femmes sur le toit du monde – 3:25 (Didier Barbelivien)
6. Je me sens bien chez vous – 4:16
7. Bandonén – 3:55 (Didier Barbelivien)
8. L'Ombre de toi – 2:58 (Didier Barbelivien)
9. L'Existence se danse – 2:53 (Rubén Fuentes)
10. Mal acostumbrado – 5:04 (Meg Evans)
11. Te invito – 3:54 (Julio Iglesias / Roberto Livi / Jorge Luís Piloto / Rudy Pérez)